# Нальдемедин
Нальдемедин (англ. Naldemedine), що продається під торговими марками «Симпроїк» у США та «Ризмоїк» у Європейському Союзі — препарат, який використовується для лікування опіоїдних запорів у дорослих, які раніше отримували проносні засоби, у Європейському Союзі, або для лікування опіоїдних запорів у дорослих із хронічним болем, не пов'язаним з раком, у США. Він є периферично діючим антагоністом μ-опіатних рецепторів, і розроблений компанією «Shionogi». Клінічні дослідження показали, що препарат має статистично значущу ефективність за цими показаннями, та загалом добре переноситься, переважно з легкими та помірними побічними ефектами з боку шлунково-кишкового тракту. Ефекти, що можуть свідчити про центральну опіоїдну абстиненцію або появу на знеболювального ефекту чи міозу як в одночасно введених опіоїдів, спостерігалися лише у невеликої кількості пацієнтів.

## Медичне використання
У США нальдемедин схвалений для лікування запору, спричиненого опіоїдами, у дорослих із хронічним болем, не пов'язаним з раком, включаючи тих, хто має хронічний біль, пов'язаний з попереднім раком або його лікуванням, і не потребує частого збільшення дози опіоїдів.
У Європейському Союзі нальдемедин також схвалений для лікування запору, спричиненого опіоїдами, у дорослих, але як терапія другої лінії після лікування проносним засобом.

## Протипоказання
Препарат протипоказаний пацієнтам із кишковою непрохідністю або перфорацією шлунково-кишкового тракту, або тим, хто має ризик розвитку цих станів.

## Побічні ефекти
Побічними ефектами препарату, виявленими в дослідженнях були: біль у животі (8–11 % пацієнтів порівняно з 2–5 % у групі плацебо, залежно від дослідження), діарея (7 % проти 2–3 %), нудота (4–6 % проти 2–5 %), блювання (3 % проти 2 %), гастроентерит (2–3 % проти 1 %) та синдром відміни опіоїдів (1,5–3,2 % проти 0,5–1,5 %). Останній був важким, але контрольованим у одного пацієнта, а в інших випадках — легким або помірним. Реакції гіперчутливості були рідкісними; вони виникли у 2 пацієнтів.

## Передозування
Одноразові дози препарату, що перевищували рекомендовану дозу до 500 разів, а також багаторазові дози, що перевищували рекомендовану дозу до 150 разів протягом 10 днів, призвели до посилення вищеперерахованих побічних ефектів, проте ці побічні ефекти були легкими або помірними.

## Взаємодії
Оскільки нальдемедин метаболізується переважно печінковим ферментом CYP3A4, інгібітори цього ферменту можуть збільшувати його концентрацію в організмі та, отже, потенціал для побічних ефектів. Прикладами їх є ітраконазол (який збільшив експозицію нальдемедину в 2,9 раза в дослідженні), кетоконазол, кларитроміцин та грейпфрутовий сік. І навпаки, індуктори CYP3A4, такі як рифампіцин та звіробій, знижують концентрацію нальдемедину; з рифампіцином зниження становило 83 % в дослідженні. Сильні інгібітори помпи P-глікопротеїну, такі як циклоспорин, можуть підвищувати концентрацію нальдемедину в плазмі крові.

## Фармакологія

### Механізм дії
Нальдемедин є похідним налтрексону і, подібно до цієї речовини, блокує опіатні рецептори типів μ-, δ- та κ-рецепторів. Хоча налтрексон здатний проникати через гематоенцефалічний бар'єр, і тому може використовуватися для лікування опіоїдної залежності, великий гідрофільний бічний ланцюг нальдемедину та його спорідненість до P-глікопротеїну призводять до незначних концентрацій у центральній нервовій системі при застосуванні рекомендованих доз. Натомість він діє переважно на μ-рецептори у шлунково-кишковому тракті, де протидіє впливу опіоїдних препаратів, які спричинюють запор.

### Фармакокінетика
Після перорального прийому абсолютна біодоступність нальдемедину становить від 20 до 56 %, і досягає найвищих рівнів у плазмі крові через 0,75 години при прийомі без їжі та через 2,5 години при прийомі з їжею з високим вмістом жирів. Оскільки площа під кривою суттєво не відрізняється з їжею чи без неї, препарат можна приймати незалежно від їжі. Потрапляючи в кров, 93-94 % речовини зв'язується з білками плазми, головним чином з альбуміном.
Нальдемедин метаболізується переважно ферментом CYP3A4 до норнальдемедину (який становить близько 9–13 % циркулюючої речовини), і значно меншою мірою — UGT1A3 до 3-глюкуроніду нальдемедину. Незначними метаболітами є 6-глюкуронід, 7-(R/S)-гідроксипохідні та два продукти, що утворюються ентеробактеріями шляхом розщеплення оксадіазольного кільця: карбонова кислота нальдемедину та бензамідин. Норнальдемедин, глюкуроніди та карбонова кислота є антагоністами опіатних рецепторів, але менш потужними, ніж вихідна речовина.

Норнальдемедин, основний метаболіт
Незначні метаболіти: синій – сайти глюкуронізації, коричневий – сайт гідроксилювання, а зелений – сайт розщеплення.

Нальдемедин та його метаболіти виводяться з сечею та калом. Частина молекули «ліворуч» від лінії розщеплення (сума вихідної речовини, норнальдемедину, глюкуронідів, гідроксипохідного та карбонової кислоти) виявляється на 20,4 % у сечі та на 64,3 % у калі, тоді як частина «праворуч» від лінії (сума вихідної речовини, норнальдемедину, глюкуронідів, гідроксипохідного та бензамідину) виявляється на 57,3 % у сечі та на 34,8 % у калі. Це вказує на те, що бензамідин переважно виводиться з сечею, а карбонова кислота — з калом. Кінцевий період напіввиведення норнальдемедину становить близько 11 годин.

## Хімія
Нальдемедин використовується у формі тозилату, порошку від білого до світло-коричневого кольору. Він не гігроскопічний, і має високу розчинність у воді при фізіологічному pH.

## Суспільство та культура

### Комерціалізація
Нальдемедин виробляється компанією «Shionogi Inc.», дочірньою компанією «Shionogi & Co., Ltd.», що базується в США. «Shionogi & Co., Ltd.» — фармацевтична компанія, заснована в 1878 році, що базується в японському місті Осака. «Shionogi Inc.» повністю фінансується своєю материнською компанією «Shionogi & Co., Ltd.». Материнська компанія спеціалізується на фармацевтичних препаратах, діагностичних реагентах та медичних виробах у Японії та за кордоном. Нальдемедин — їх єдиний гастроентерологічний продукт у США.
На ринку США «Shionogi Inc.» співпрацює з «Purdue Pharma» у спільному підприємстві для комерціалізації нальдемедину під торговою назвою «Симпроїк» у США. «Purdue Pharma LP» — це приватна фармацевтична компанія, що базується в США, і спеціалізується на хронічних больових розладах.
Компанія «Purdue Pharma» подала апеляцію щодо вилучення препарату «Симпроїк» з переліку препаратів класу II відповідно до Закону про контрольовані речовини США. Апеляцію було опубліковано у федеральному реєстрі 12 липня 2017 року. Управління боротьби з наркотиками офіційно вилучило препарат з переліку препаратів класу II у вересні 2017 року.

### Фінанси
З 2015 року чистий прибуток компанії «Shionogi & Co., Ltd.» зростає. На кінець 2016 фінансового року чистий прибуток компанії склав 66687 тисяч доларів США. На кінець 2017 фінансового року компанія збільшили свій чистий прибуток до 83879 тисяч доларів США. Яка частина цього пов'язана з продажами нальдемедин, невідомо. «Shionogi & Co., Ltd.» завершує свій фінансовий рік 31 березня кожного року. Враховуючи, що препарат був схвалений FDA лише 23 березня 2017 року, справжній доход препарату ще належить з'ясувати. Компанія «Purdue Pharma» розпочала рекламу препарату, який має бути доступний від жовтня 2017 року.

### Інтелектуальна власність
Патентне та торговельне відомство США видало три патенти на тозилат нальдемедину. Усі патенти належать «Shionogi Inc.», і їх термін дії закінчується з 2026 по 2031 рік. На тозилат нальдемедину зареєстровано 46 інших патентів у 18 країнах.

## Клінічні дослідження
Схвалення нальдемедину було отримано за результатами програми COMPOSE, третьої фази клінічних досліджень, що проводилися за участю дорослих віком 18–80 років з хронічним болем, не пов'язаним з раком, та запором, спричиненим опіоїдами. COMPOSE-I та COMPOSE-II були 12-тижневими подвійними сліпими рандомізованими контрольованими дослідженнями, що порівнювали застосування налдемедину з плацебо у пацієнтів. COMPOSE-I розпочалося у серпні 2013 року, та тривало до січня 2015 року в 68 амбулаторних клініках 7 країн. COMPOSE-II розпочалося у листопаді 2013 року, та тривало до червня 2015 року в 69 амбулаторних клініках 6 країн. В обох дослідженнях пацієнти були випадковим чином розподілені для отримання нальдемедину 0,2 мг або плацебо один раз на день протягом 12 тижнів. У пацієнта, який відповів на лікування, було щонайменше 3 спонтанні випорожнення на тиждень зі збільшенням на одне спонтанне випорожнення протягом 9 з 12 тижнів, включаючи 3 з останніх 4 тижнів дослідження. У COMPOSE-I та COMPOSE-II частка респондентів була значно вищою в групі нальдемедину, ніж у групі плацебо. Побічні ефекти були подібними в обох дослідженнях, проте у пацієнтів групи нальдемедину спостерігалася дещо вища частота побічних ефектів.
COMPOSE-III було 52-тижневим клінічним дослідженням, що вивчало довгострокову безпеку нальдемедину у пацієнтів з хронічним болем, не пов'язаним з раком. Результати цього дослідження показали статистичну значущість збільшення щотижневих випорожнень та відсутності симптомів відміни опіоїдів. Дослідження також показало, що побічні ефекти були більш схожими між двома групами.